# 日本橋一丁目中地区再開発
日本橋一丁目中地区再開発（にほんばしいっちょうめなかちくさいかいはつ）は、東京都中央区日本橋1丁目に立地する再開発計画である。ディベロッパーは三井不動産と野村不動産、設計は日建設計、施工は清水建設。2026年3月末に竣工する予定である。

## 概要
三棟の建物からからなる。A街区は日本橋野村ビルディング旧館（野村證券本店）を改築し、地上4階、地下1階の建物である。B街区は地上7階、地下2階の新築した建物である。C街区は地上52階、地下5階、高さ約284mの超高層ビル。C街区の39階から47階にヒルトン系列の最高級ラグジュアリーホテル「ウォルドーフ・アストリア東京日本橋」が入居する予定。